# Långfors bro
Långfors bro ( Långfors gamla bro) är en en stenvalvbro i byn Långfors i Sastmola, Finland. Den upptogs som museibro 1987.
Bron korsar Sastmola å  vid Långforsen. Valvbron med två spann ersatte en tidigare träbro byggd 1886–1887. Bron användes som en del av riksväg 8 fram till 1960, då en ny bro byggdes bredvid den gamla bron. Den gamla grusbelagda bron kan nås från den intilliggande rastplatsen. Bron är av solid konstruktion, dess stenar är fixerade med cementbruk.
Bron byggdes av Maurits Tuorila. Kravet var att fundamenten skulle ligga på till två alnars djup och att hundra plattor järn skulle användas som armering. Bron stängdes för fordonstrafik 2002.
Den totala längden på dubbelspannet är 28,3 meter och dess användbara bredd är 6 meter. Broöppningarna är 8,3 meter.
Bro- och forsmiljön och Långfors by hör till de nationellt betydelsefulla byggda kulturmiljöer som inventerats av Museiverket.